# Passeig del Ferrocarril
El Passeig del Ferrocarril, també anomenat Es Colesterol, és una via urbana de la ciutat de Manacor que separa el centre del barri de Santa Catalina. Segueix l'antic recorregut del ferrocarril cap a Artà i s'inicia a la plaça de l'Ebenista fins a la plaça Madrid. Es caracteritza per tenir un carril bici enmig de la via envoltat per dues taringues de palmeres. Actualment, funciona com a eix per a anar en bici, caminar o córrer i, a l'hora, és una de les principals vies de circulació de vehicles de la ciutat. Al futur, s'espera restablir la línia Manacor-Artà i que es recuperi el seu traçat.

## Història
El tren arribà a Manacor l'any 1879. Quasi un segle després, el 1977, la línia Manacor-Artà tancà, les travesses varen ser a poc a poc eliminades i el traçat interurbà es convertí en un gran descampat de pols i fang. Finalment, el 7 de juny de 1988 el consistori aprovà en ple ordinari l’avantprojecte del Passeig Ferrocarril.
El 1990 es començà a planificar damunt l’espai com seria el gran passeig i l'agost de 1992 començaren les obres en tres fases, la primera de les quals es donà per finalitzada el gener de 1993. A l'any següent, però, el passeig s'inundà per mor d'unes pluges i es decidí invertir 61 milions de pessetes per arreglar els problemes causats i col·locar unes canonades fins al torrent, a l'altura de la carretera de Palma.

## Places i llocs d'interès
- Plaça de l'Ebenista
- Plaça de sa Moladora
- Auditori de Manacor
- Parc del Molí d'en Beió
- Molí d'en Beió - Escola de Mallorquí
- Plaça Madrid